# Gomesa croesus
Gomesa croesus también llamada “ dama Danzante” por su labelo que se asemeja a una bailarina es una especie de orquídea epifita originaria de Brasil.

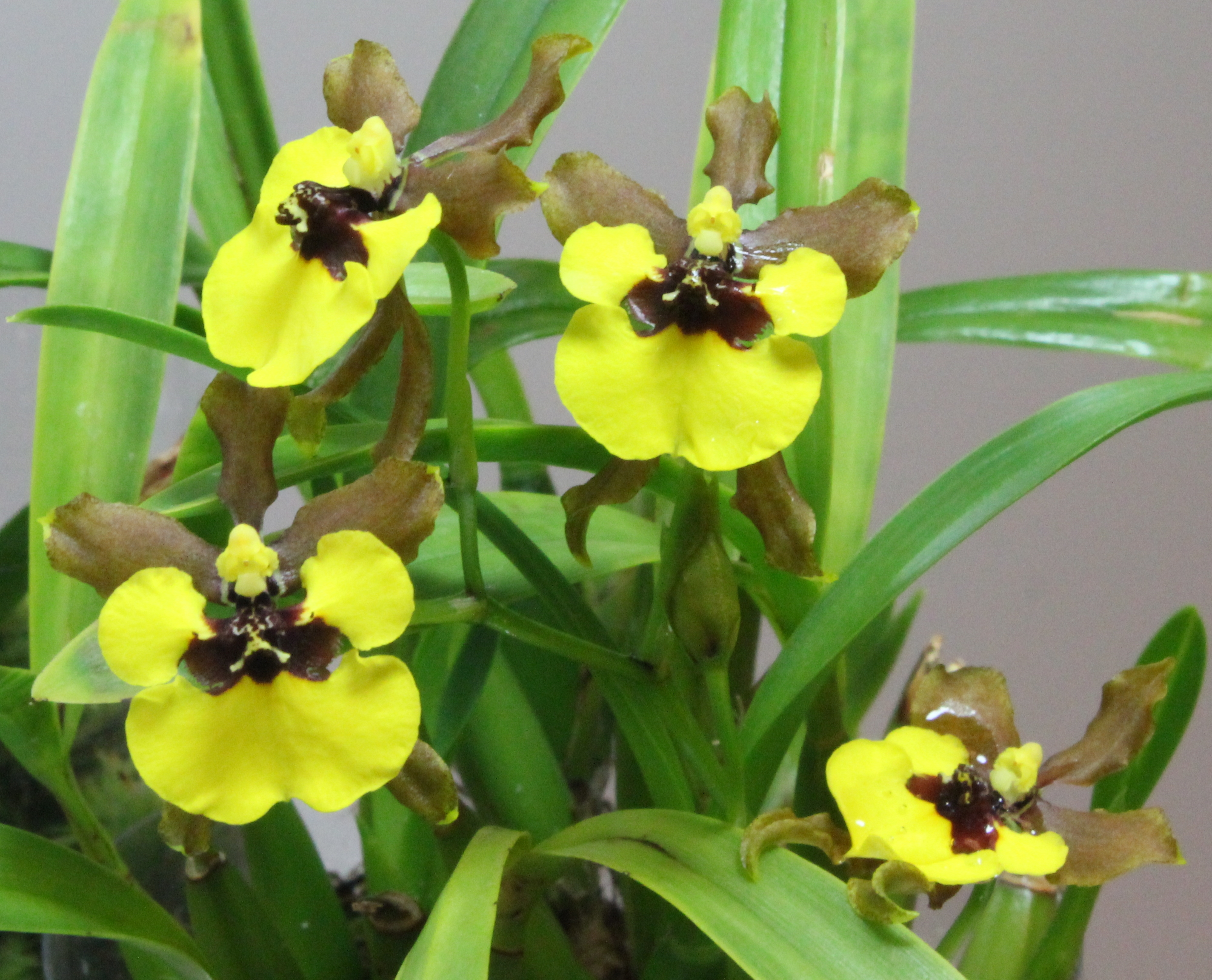
Vista de la planta

## Descripción
El Oncidium croesus es una orquídea de numerosas flores de tamaño pequeño de unos 2 cm.
Posee un pseudobulbo gruesos y cortos del que salen en forma apical varias hojas oblongo-lanceoladas de unos 45 cm duras entre las que se desarrolla el tallo floral paniculado con 2 a 3 flores por rama o racimo. La inflorescencia está densamente poblada con numerosas flores pequeñas. Florece en octubre.

## Distribución y hábitat
Esta especie es oriunda de Brasil de la zona de Río de Janeiro. Orquídea epífita se desarrolla en zonas de gran luminosidad a media sombra en bosques de baja montaña.

## Cultivo
Se desarrolla mejor en tierra ácida con un pH de 5. Tiene preferencia de aire seco, con mucha claridad o con sombra moderada. Riego a menudo en primavera y verano con el periodo de invierno con riego escaso que permanezca seco, con menor frecuencia cuando los pseudobulbos estén totalmente maduros.

## Taxonomía
Gomesa croesus fue descrita por (Rchb.f.) M.W.Chase & N.H.Williams  y publicado en Ann. Bot. (Oxford) 104(3): 396. 2009
Etimología
Gomesa: nombre otorgado en honor del botánico portugués Bernardino Antonio Gomes.
Croesus: epíteto del latín que significa "exuberante, opulento". Por la gran cantidad de flores en su floración.
Sinonimia
- Oncidium croesus Rchb.f.
- Alatiglossum croesus (Rchb.f.) Baptista
- Kleberiella croesus (Rchb.f.) V.P.Castro & Cath.
- Oncidium longipes var. croesus (Rchb.f.) H.J.Veitch